# Bacchiade
Nella mitologia greca,  Bacchiade  (in greco antico: Βάκχις) era il nome di uno dei figli di Prumnide.

## Il mito
Bacchiade discendente da Eracle, l'eroe famoso per le sue innumerevoli avventure, o di Dioniso il dio del vino, riuscì a creare una delle più importanti stirpi di eroi che diedero grande lustro alla città di Corinto, dove regnò con giustizia per molti anni. I suoi discendenti presero il nome di bacchiadi.

### Interpretazione e realtà storica
Corinto era una città famosa all'epoca greca, maestosa e piena di potere, i mitografi vollero donare un alone di divinità alla loro stirpe, affermando una loro discendenza dal dio o dal più famoso degli eroi. Questo artificio era molto comune a quei tempi.

### Fonti
- Pausania, Periegesi della Grecia, Libro II, 4,4
- Erodoto, Libro V, 92

### Moderna
- Robert Graves, I miti greci, Milano, Longanesi, ISBN 88-304-0923-5.
- Angela Cerinotti, Miti greci e di roma antica, Prato, Giunti, 2005, ISBN 88-09-04194-1.
- Anna Ferrari, Dizionario di mitologia, Litopres, UTET, 2006, ISBN 88-02-07481-X.
- Anna Maria Carassiti, Dizionario di mitologia classica, Roma, Newton, 2005, ISBN 88-8289-539-4.